# Глейзер, Малкольм
Ма́лкольм И́рвинг Гле́йзер (англ. Malcolm Irving Glazer; 15 августа 1928, Рочестер — 28 мая 2014, там же) — американский бизнесмен и владелец спортивных команд. Был президентом и главным исполнительным директором холдинга «First Allied Corporation», объединяющего различные бизнесы, в первую очередь в сфере пищевой промышленности. Он владел клубом НФЛ «Тампа Бэй Баккэнирс» и английским футбольным клубом «Манчестер Юнайтед».

## Биография
Глейзер был пятым из семи детей в еврейской семье. Он получил в наследство ювелирный бизнес своего отца. К этому времени у него на счёте было лишь $300. Через пять лет он начал инвестировать средства в другие бизнесы.
В 1970-е годы он приобрёл несколько парков трейлеров (передвижных домов), в основном во Флориде. Он стал президентом и главным исполнительным директором First Allied Corporation, американского холдинга, включающего в себя разнообразные бизнесы (пищевая промышленность, поставки морепродуктов, здравоохранение, недвижимость, энергоразведка, телерадиовещание).
До настоящего времени Малкольм Глейзер проживал в Палм-Бич, Флорида вместе с женой Линдой. У него пятеро сыновей (Аврам, Кевин, Брайан, Джоэл и Эдвард) и одна дочь, Дарси. Трое из его сыновей (Джоэл, Брайан и Эдвард) являются вице-президентами в First Allied. Малкольм управлял обширной бизнес-империей, в которую входят торговые центры и дома престарелых.
16 апреля 2006 года Глейзер перенёс инсульт, после которого у него проявилось расстройство речи и потерялась подвижность правой руки и ноги. Его сын Джоэл заявил по этому поводу: «Мой отец находится в хорошем расположении духа, и доктора ожидают, что его самочувствие улучшится в процессе реабилитации». Однако уже в мае того же года Глейзер перенёс второй инсульт. После этого прожил ещё восемь лет и умер 28 мая 2014 года в Рочестере.

## Владение спортивными командами
В январе 1995 года он купил клуб НФЛ «Тампа Бэй Баккэнирс».

### «Манчестер Юнайтед»
С 2003 по 2005 годы Глейзер скупал акции футбольного клуба Премьер-лиги «Манчестер Юнайтед», постепенно увеличивая свою долю, и в итоге стал владельцем контрольного пакета акций, потратив на это около $1,47 млрд. Приобретение клуба Глейзером встретило ожесточённое сопротивление со стороны многих болельщиков «Юнайтед», которые организовали независимый Трест болельщиков «Манчестер Юнайтед». Протест болельщиков был вызван беспокойством по поводу огромного долга у клуба (более $850 млн) и высокими процентами, которые клуб должен выплачивать по нему (около £60 млн в год), а также убеждением многих болельщиков, что клуб должен принадлежать им, а не бизнесменам. Многие болельщики выразили протест против увеличения цен на билеты на домашние матчи команды.
В знак протеста тысячи болельщиков отказались обновлять свои сезонные абонементы. Многие из них собрались вместе и организовали новый клуб под названием «Юнайтед оф Манчестер», который с тех пор выступает в низших дивизионах английского чемпионата.